# 伊藤鉃也
伊藤 鉃也（いとう てつや、1951年11月 - ）は、日本の国文学者（中古文学）。学位は、博士（文学）（大阪大学・論文博士・2002年）（学位論文「源氏物語本文の研究」）。国文学研究資料館及び総合研究大学院大学教授、大阪大学招へい教授、大阪観光大学学長、学校法人明浄学院理事などを歴任。

## 経歴
島根県出雲市生まれ。1975年、國學院大學文学部日本文学専攻卒業。1978年、同大学院修士課程修了。大阪府立大正高等学校教諭を経て、1987年、大阪府立盾津高等学校教諭。1991年、学校法人明浄学院大阪明浄女子短期大学専任講師、1997年、同短期大学助教授。1997年から大阪大学大学院文学研究科博士後期課程在学、1999年3月、同大学大学院中途退学。同年4月、国文学研究資料館助教授に就任。同准教授を経て教授。
2002年、博士論文「源氏物語本文の研究」で大阪大学より博士（文学）の学位を取得。
2012年、特定非営利活動法人源氏物語電子資料館を設立し、代表理事に就く。2017年3月、国文学研究資料館及び総合研究大学院大学を定年退職。同年4月、大阪観光大学国際交流学部特命教授。2019年4月、大阪大学国際教育交流センター招へい教授。
2020年7月、大阪観光大学学長及び学校法人明浄学院理事に就任。2021年12月31日、大阪観光大学学長及び学校法人明浄学院理事を退任。

## 著書
- 『パソコン奮戦記 新・文学資料整理術』桜楓社 1986
- 『データベース・平安朝日記文学資料集 第一巻 和泉式部日記』同朋舎 1988
- 『源氏物語受容論序説 別本・古注釈・折口信夫』桜楓社 1990
- 『『源氏物語』の異本を読む 「鈴虫」の場合』原典講読セミナー 臨川書店 2001
- 『源氏物語本文の研究』おうふう 2002

### 編著
- 『源氏物語別本集成 全15巻』（伊井春樹・伊藤鉄也・小林茂美編 1989～2002
- 『和泉式部日記 四本対照 校異と語彙索引』編 和泉書院 1991 古代中世文学資料研究叢書
- 『データベース・平安朝日記文学資料集 第二巻 蜻蛉日記』伊藤鉄也・関本幸子編 同朋舎 1991
- 『海外における源氏物語』編 国文学研究資料館 2003
- 『源氏物語の鑑賞と基礎知識 no.28 蜻蛉』鈴木一雄監修 編 至文堂 国文学「解釈と鑑賞」別冊 2003
- 『スペイン語圏における日本文学』編 国文学研究資料館 2004
- 『海外における日本文学研究論文 1』私家版、2005
- 『海外における平安文学』編 国文学研究資料館調査収集事業部 2005
- 『源氏物語別本集成 続 全15巻（内7巻まで）』伊井春樹・伊藤鉄也・小林茂美編 2005～2010
- 『海外における上代文学』私家版、2006
- 『海外における日本文学研究論文1+2』私家版、2006
- 『源氏物語千年のかがやき』国文学研究資料館編　思文閣出版　2008（コラムと解説）
- 『講座源氏物語研究 第7巻 (源氏物語の本文)』伊井春樹監修 編 おうふう 2008
- 『もっと知りたい池田亀鑑と「源氏物語」 第1集』編 新典社 2011
- 『インド国際日本文学研究集会の記録《2004(平成16)年度～平成23（2011）年度版》』国文学研究資料館編 2012
- 『もっと知りたい池田亀鑑と「源氏物語」 第2集』編 新典社 2013
- 『もっと知りたい池田亀鑑と「源氏物語」 第3集』編 新典社 2016
- 『ハーバード大学美術館蔵『源氏物語』「須磨」』編 新典社 2013
- 『日本古典文学翻訳事典〈1・英語改訂編〉』編、国文学研究資料館 2014
- 『日本古典文学翻訳事典2〈平安外語編〉』編 国文学研究資料館 2016
- 『ハーバード大学美術館蔵『源氏物語』「蜻蛉」』編 新典社 2014
- 『国立歴史民俗博物館蔵『源氏物語』「鈴虫」』伊藤鉃也・阿部江美子・淺川槙子編 新典社 2015
- 『古写本『源氏物語』触読研究ジャーナル1』編、電子ジャーナル、ISSN：2189-597X、2016
- 『国文学研究資料館蔵橋本本『源氏物語』「若紫」』編 新典社 2016
- 『池田本『源氏物語』校訂本文「桐壺」（第一版）』伊藤鉄也・須藤圭編、NPO法人〈源氏物語電子資料館〉 2017
- 『変体仮名触読字典』（伊藤鉄也・関口祐未編、国文学研究資料館 2017
- 『触読例文集』伊藤鉄也・関口祐未編、国文学研究資料館 2017
- 『国文研蔵橋本本『源氏物語』の実態―研究経緯と問題意識と検討課題』国文学研究資料館 2017
- 『海外平安文学研究ジャーナル 《インド編 2016》』編、電子ジャーナル、ISSN：2188-8035、2017
- 『古写本『源氏物語』触読研究ジャーナル2』編、電子ジャーナル、ISSN：2189-597X、2017
- 『平安文学翻訳本集成《2018》』編 大阪観光大学 2019